# Phoenix Park
Der Phoenix Park (irisch: Páirc an Fhionnuisce) ist eine große Parkanlage 3 km nordwestlich des Stadtzentrums von Dublin (Irland) und die grüne Lunge der Stadt. Mit einer Fläche von 707 ha (7,07 km²) und einer umschließenden Mauer von 11 km Länge ist der Park eine der größten innerstädtischen Parkanlagen der Welt. Er wird oft als größte innerstädtische Parkanlage in Europa bezeichnet, allerdings sind der Sutton Park nahe Birmingham (England) und der Richmond Park in London (England) größer.

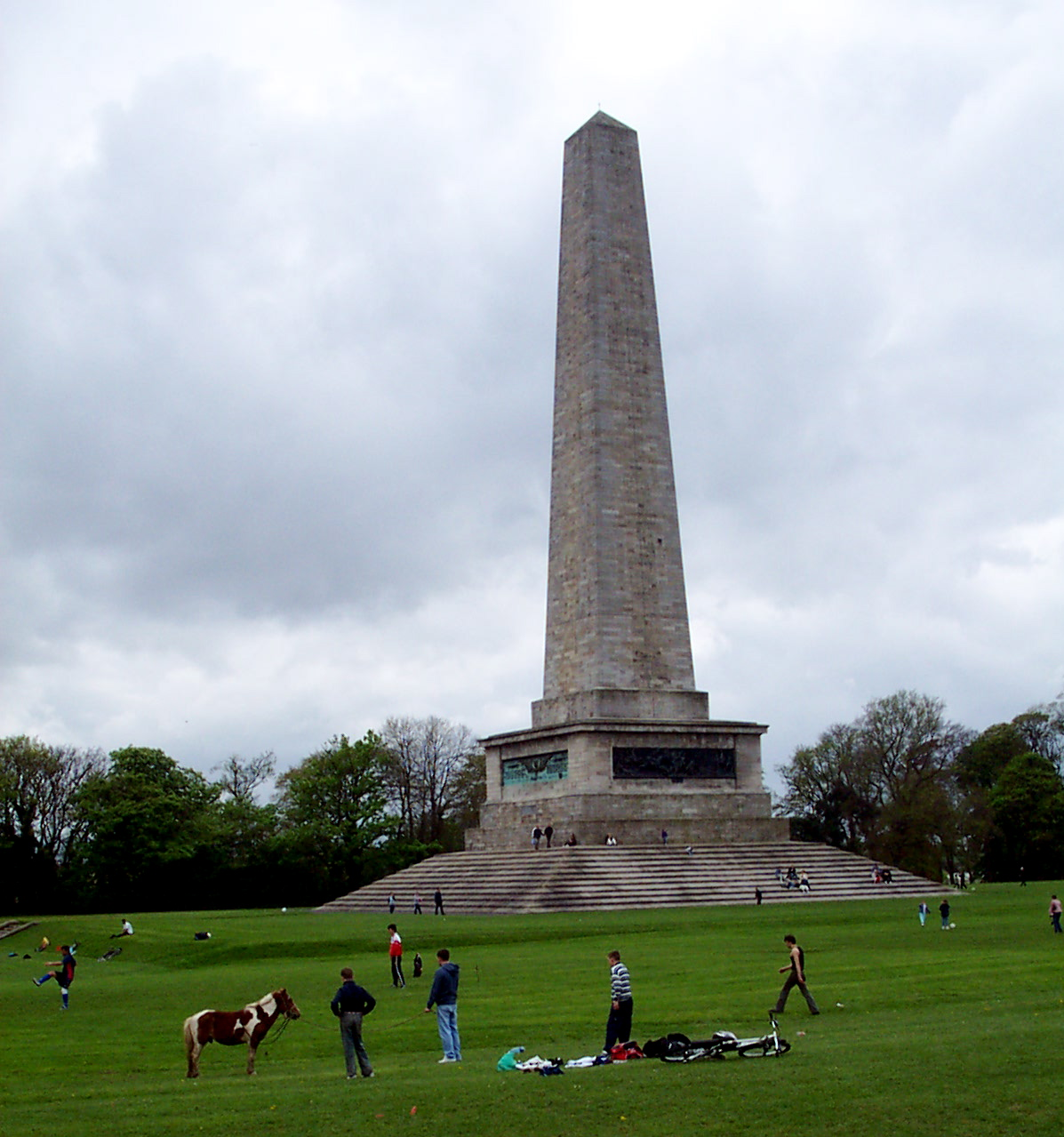
Wellington Monument

Der Name Phoenix Park geht nicht auf die Sagengestalt Phönix zurück, sondern ist eine Verfälschung des irischen Wortes fionn uisce, das „klares Wasser“ bedeutet.

## Geschichte
Der heutige Phoenix Park wurde ursprünglich als Wildpark für die Jagd angelegt. 1747 wurde er der Öffentlichkeit zugänglich gemacht.
1817 wurde zu Ehren von Arthur Wellesley, 1. Duke of Wellington, das Wellington Monument, ein 62 m hoher Obelisk, errichtet.
Im Jahr 1979 feierte Papst Johannes Paul II. mit 1,2 Millionen Menschen im Phoenix Park die heilige Messe. Das damals aufgestellte Papst-Kreuz ist erhalten.

## Sehenswürdigkeiten

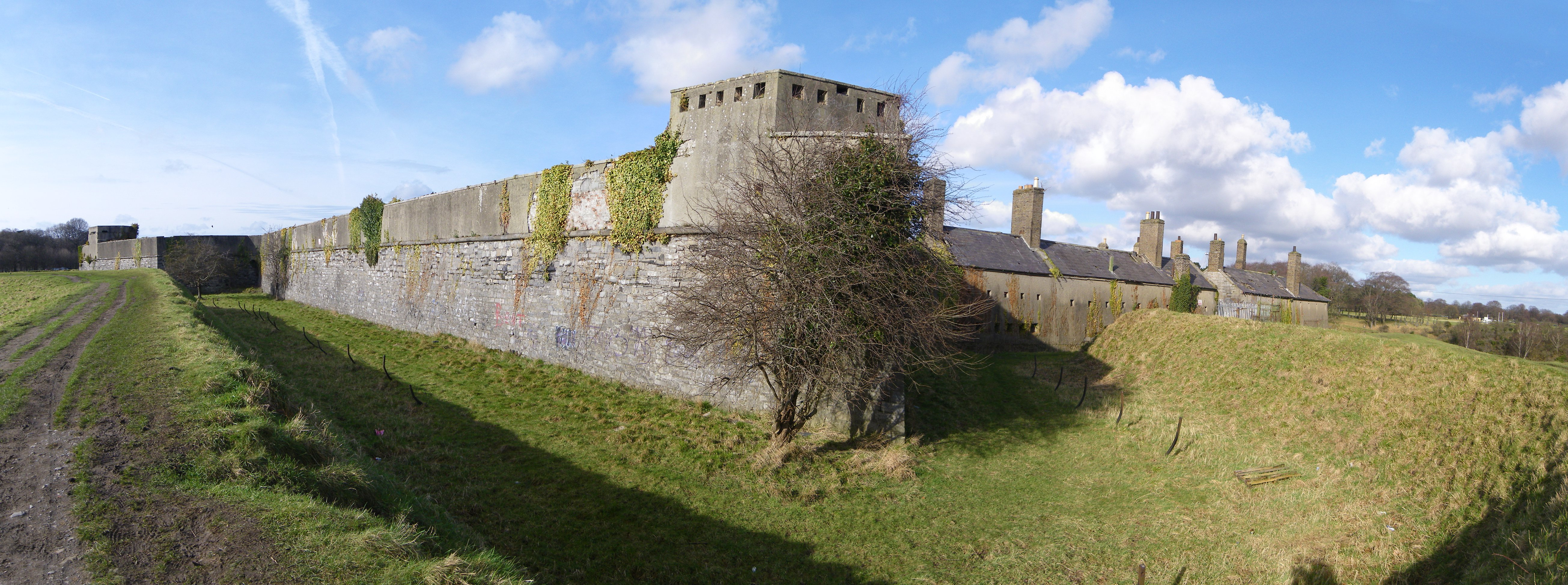
Magazine Fort

Innerhalb des Phoenix Park befinden sich sowohl die Residenzen des irischen Präsidenten (Áras an Uachtaráin) als auch die des Botschafters der USA in Irland (Deerfield Residenz). Auch das Hauptquartier der irischen Polizei, An Garda Síochána, befindet sich, wie auch das Gästehaus für Staatsgäste (Farmleigh), innerhalb des Parks. Im Norden des Parks befindet sich das spätmittelalterliche Ashtown Castle, im Südosten die Befestigungsanlage Magazine Fort, die in der Geschichte Irlands immer wieder eine Rolle spielte und von vielen Iren als Symbol der britischen Besatzung angesehen wurde.
Neben diversen Sportgeländen, wie z. B. für Cricket und Polo, ist im Phoenix Park auch der Dubliner Zoo untergebracht.

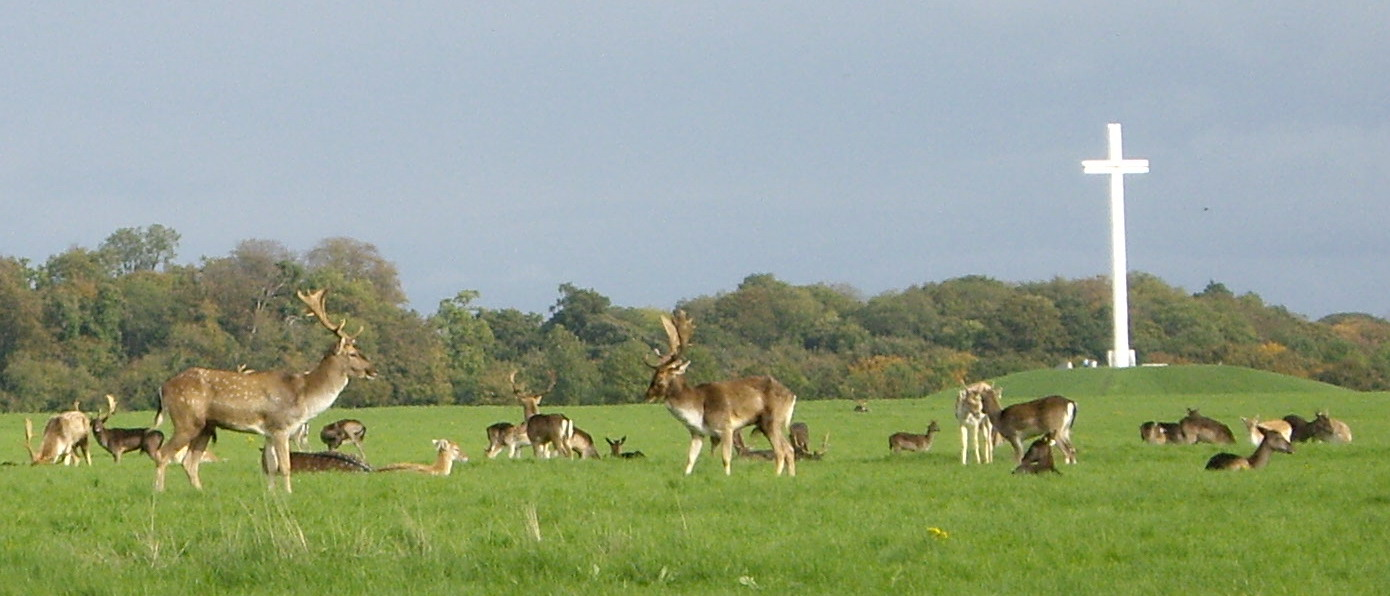
Damwild am Papst-Kreuz

Auf dem Parkgelände lebt ein frei laufendes Rudel Damwild.

## Kultur
Im Park werden gelegentlich open-air Konzerte sowie das jährliche Phoenix Park Motor Race abgehalten. Der Park spielt eine wichtige Rolle in dem Roman Finnegans Wake von James Joyce.

## Verkehrsaspekte
Platform 11, eine Gruppe von Zug-Lobbyisten, fordert die Reaktivierung des bestehenden Eisenbahntunnels unterhalb des Parks für den Personenverkehr, um die Stationen Heuston Station und Connolly Station zu verbinden.
Seit Mai 2008 existiert ein Shuttlebus-Service für Besucher und auf dem Gelände Beschäftigte, durch den in einer Zirkularroute täglich im halbstündlichen Turnus alle wesentlichen Einrichtungen und Sehenswürdigkeiten des Parks angefahren werden.